# Brecher Buchleiten

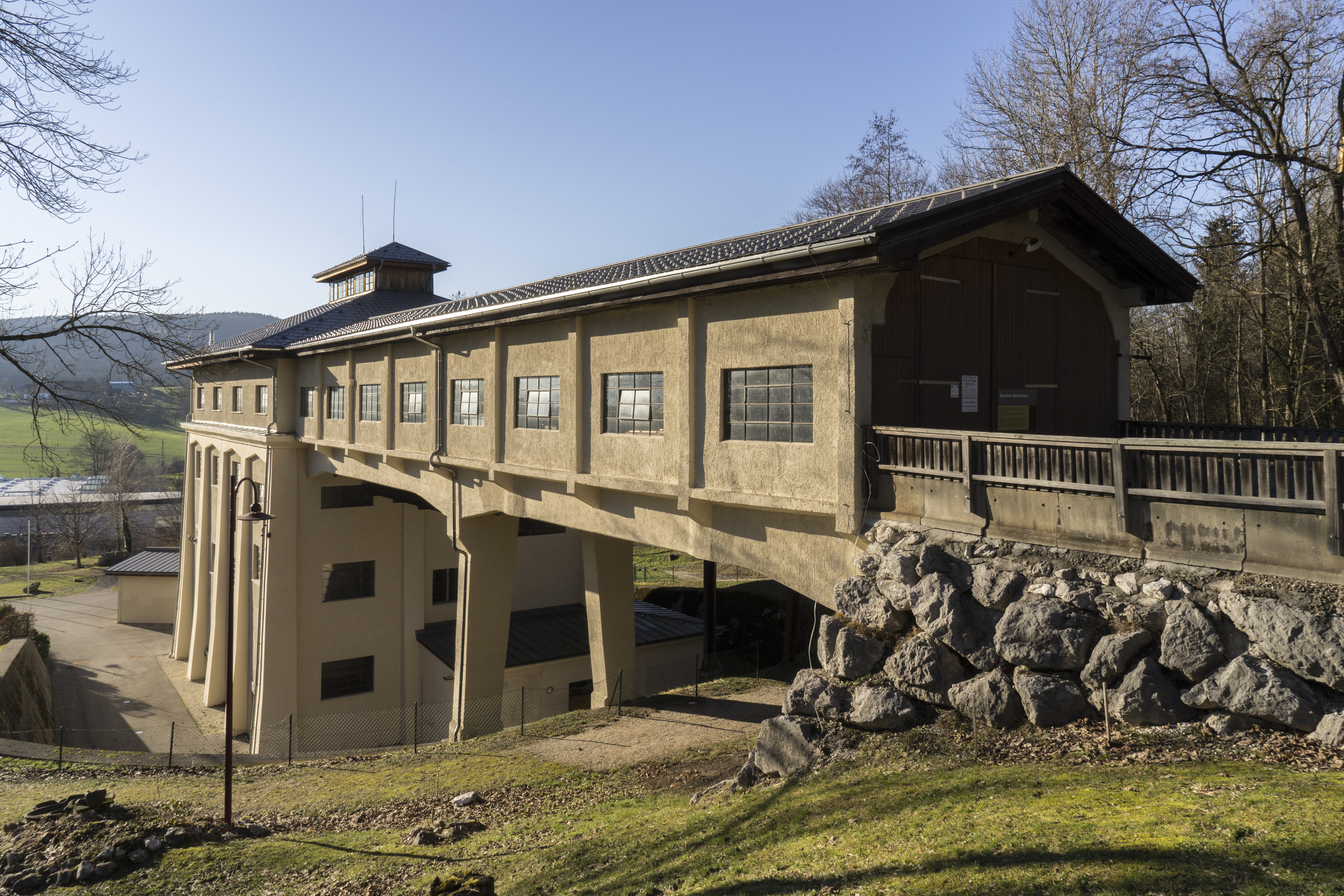
Der Brecher Buchleiten (2018)

Der Brecher Buchleiten ist ein ehemaliger Kohlebrecher der Wolfsegg-Traunthaler Kohlenwerks AG bei Buchleiten in der Marktgemeinde Ampflwang im Hausruckwald, Oberösterreich.

## Geschichte
Der 1925 erbaute Kohlebrecher war bis zur Schließung des Bergwerks 1995 in Betrieb. Die in mehreren Stollen in der Nähe von Ampflwang abgebaute Braunkohle wurde zuerst von den Stollen mit Hilfe von Hunten auf der sogenannten Kohlenbahn durch einen Tunnel bis zum Brecher Buchleiten befördert, wo sie auf eine einheitliche Größe zerkleinert wurde. Anschließend wurde die Kohle zur weiteren Aufbereitung zur Zentralsortierung in Ampflwang gebracht. Ursprünglich geschah dies über eine Materialseilbahn. Im Jahr 1964 wurde diese durch ein Förderband ersetzt.

## Heutige Nutzung
Heute befinden sich im Brecher Buchleiten ein Veranstaltungszentrum und ein Archiv über Bergbau in Oberösterreich. Im Rahmen der Oberösterreichischen Landesausstellung 2006 „Kohle und Dampf“ konnte der Brecher besichtigt werden. Bis auf das Förderband, das nach der Schließung abgerissen wurde, befindet sich die Anlage zumindest von außen weitgehend im Originalzustand, ein Großteil der alten Maschinen ist ebenfalls erhalten. Die Anlage steht unter Denkmalschutz.